# ラブリースマイリーベイビー
ラブリースマイリーベイビーは、フリーで活動する日本のお笑いコンビ。2023年結成。コンビ名の由来は女性アイドルグループ私立恵比寿中学の楽曲「ラブリースマイリーベイビー」から。

## メンバー
ほのの（2012年12月7日 - ）（12歳）
東京都出身。立ち位置は向かって左。ツッコミ担当。衣装はピンク。
好きな芸人はバンビーノ、ロングコートダディ、ニッポンの社長、スーパーマラドーナ、令和ロマン、シノブ、戦慄のピーカブーなど。
会ってみたい芸能人は私立恵比寿中学、黒柳徹子。
趣味はお絵かき。
2023年12月7日時点での将来の夢は「女優か、スパイか、パン屋さんか、居酒屋かスタバでバイトしたい。」（幼稚園時代の将来の夢はお笑い芸人。）
父親の「にゃっちゃん」とのコンビ「デザインぱ」としても活動している。

あいり（2011年9月11日 - ）（13歳）
東京都出身。立ち位置は向かって右。ボケ担当。衣装はブルー。
好きな芸人はチョコレートプラネット。
会ってみたい芸能人は本田仁美、NiziUやTWICE、LE SSERAFIM、IVE、aespa、NewJeans、ミンニ((G)I-DLE)、ITZY、Stray KidsなどのK-POPアイドル。
趣味はお菓子作り、アプリを用いた作曲。
2023年12月7日時点での将来の夢は「ダンサーさん。あと振付師とパティシエ。」

## 来歴
2021年8月1日、ほののが父親のにゃっちゃんとのコンビ「デザインぱ」を結成。同年8月23日に行われたM-1グランプリ2021の1回戦に参加しナイスアマチュア賞を受賞する。
2023年7月9日、ほののと同じダンススクールの友達であるあいりが「デザインぱ」のネタを見て興味を持ち、ほののに声をかける形でコンビ「ラブリースマイリーベイビー」が結成された。
8月12日、お笑いライブ「TEPPEN.324 テッペンハニー」で初舞台を踏む。
8月14日、M-1グランプリ2023の1回戦に出場し、ナイスアマチュア賞を受賞し2回戦へと進出。
8月16日、ナイスアマチュア賞を受賞したことより、M-1グランプリ公式YouTubeチャンネルに1回戦のネタ動画「8/14 [東京] ラブリースマイリーベイビー 《今どきの女子小学生漫才！》 【ナイスアマチュア賞】」が投稿された。ネタ動画が投稿されると、SNS上で話題となりラブリースマイリーベイビーのネタを真似る動画が多数出る反響であった。一般人以外にも、ダウ90000吉原怜那、怪奇!YesどんぐりRPGの各メンバー（Yes!アキト、どんぐりたけし、サツマカワRPG）などのお笑い芸人がネタをパロディにした。ヨネダ2000はネタ前のつかみのフリートークをパロディにした。
10月21日、M-1グランプリ2023の2回戦に出場し、敗退した。
12月7日、ネタが印象に残った事が評価され、M-1グランプリ2023の1回戦に出場した小学生以下の組の中から印象に残った5組に与えられた「ナイスキッズ賞」を、さらにナイスキッズ賞の中から最優秀賞である「ベストキッズ賞」を受賞し、M-1グランプリ2023の準決勝会場で表彰された。
12月24日、M-1グランプリ2023敗者復活戦、決勝戦当日に8月16日に投稿された1回戦のネタ動画「8/14 [東京] ラブリースマイリーベイビー 《今どきの女子小学生漫才！》 【ナイスアマチュア賞】」が100万回再生を突破した。
2024年8月14日、M-1グランプリ2024の1回戦に出場し、敗退した。

## 芸風
テーマのみを決め話を展開するフリートークをつかみにし、ネタを披露する漫才。ネタ合わせはダンススクールのレッスン前に行っている。
ネタの台本はほののの父親であるにゃっちゃんが作っているが、ネタ（例：「もしも日本が銃社会だったらどうする？」）の前のつかみのフリートーク部分（例：「怒り飛び越してイカ、イカ星人」、「目を合わせながら一回転」）や舞台上での動き（例：「ラブリースマイリーベイビー」と言いながらハートをつくるポーズ）はラブリースマイリーベイビー自身が考えているという。
ほのの曰く、つかみのフリートークは出番前に何を喋るか決め打ちしてるのではなく、テーマだけ決めてそれを基に喋っているとのこと。
お笑いコンビスーパーマラドーナの武智はラブリースマイリーベイビーの漫才について、つかみのフリートークのワードセンスが抜群であり、ネタについても「銃社会」、「コンプラ」など（2023年時点で）女子小学生コンビが言うことで面白いワードがふんだんに盛り込まれており漫才として面白いと評価している。また爆笑問題の太田光、くりぃむしちゅーの上田晋也は『太田上田』で実際にラブリースマイリーベイビーの漫才を見て、ほののの父親（にゃっちゃん）が考えたネタも面白いが、コンビの2人自身が考えたつかみのフリートークはネタより更に面白いと評価している。

## アイドルグループ私立恵比寿中学との関係
ほののの父親（にゃっちゃん）、ほのの含めほのの一家の皆が女性アイドルグループ私立恵比寿中学のファン（エビ中ファミリー）である。ほののが会いたい芸能人も「エビ中（私立恵比寿中学）」と公言している。
コンビ名も私立恵比寿中学の楽曲「ラブリースマイリーベイビー」に由来しており、にゃっちゃん曰く「かわいらしくて、2人にうまくはまりそう」と迷いなく決めたという。
2023年8月16日にM-1グランプリ公式YouTubeチャンネルに投稿されたラブリースマイリーベイビーのネタ動画がバズってる事を受けて、8月23日には私立恵比寿中学のメンバーの桜木心菜と仲村悠菜がグループのTikTok上でネタを再現した。
2023年12月2日、ラブリースマイリーベイビーの2人が「ラブリースマイリーベイビー」を踊っている動画がTikTok上で公開された。
2024年3月4日、「ラブリースマイリーベイビーのやすみじかん」（stand.fm）最終回の#9【アフタートーク】のラストにアカペラで私立恵比寿中学の楽曲「ラブリースマイリーベイビー」のサビ部分を歌った。

## 賞レース等での成績

### ラブリースマイリーベイビー
- 2023年 - M-1グランプリ2023 - 2回戦進出（ナイスアマチュア賞、ナイスキッズ賞、ベストキッズ賞受賞）[14][22][23]
- 2023年 - 女芸人No.1決定戦 THE W - 2回戦進出[35]
- 2024年 - M-1グランプリ2024 - 1回戦敗退[27]

### デザインぱ（ほのの）
- 2021年 - M-1グランプリ2021 - 1回戦敗退（ナイスアマチュア賞受賞）[36]
- 2022年 - M-1グランプリ2022 - 2回戦進出[36]
- 2023年 - M-1グランプリ2023 - 1回戦敗退[36]

## 出演

### テレビ
- あらびき団2023夏 第2夜（TBS系列、2023年7月28日〈27日深夜〉） - ほのののみ、「デザインぱ」として[37]
- あさパラS（読売テレビ、2023年9月9日）[38]
- 金のツカミ（日本テレビ系列、2023年10月8日）[39]
- さしフワご相談ナイト（フジテレビ、2023年11月19日）[40]
- 太田上田（中京テレビ、2023年12月5日）[29][41]
- さんまのまんま 39年目も昇り調子SP（関西テレビ（フジテレビ系列）、2024年1月2日）[42]
- 千鳥のクセスゴ!（フジテレビ系列、2024年1月14日）[43]
- そこまで言って委員会NP（読売テレビ、2024年3月10日（VTR出演））[44]
- ぴったりにちようチャップリン（テレビ東京系列、2024年4月21日）

### インターネットメディア
- ラブリースマイリーベイビーのやすみじかん（stand.fm、2024年1月9日 - 3月4日）[45][46][47]
- ななにー 地下ABEMA（ABEMA、2024年5月5日）
- ラブリースマイリーベイビーほのののきりん散歩（stand.fm、2025年1月6日 -）

### 本・雑誌
- M-1グランプリ2023 完全ガイドブック（ABCアーク、2023年12月13日）[48][49]